# 河尻氏
河尻氏（かわじりし）とは日本の氏族である。

## 河尻氏の系譜

### 醍醐源氏系
- 発祥：肥後の河尻庄である。
- 祖：源高明（西宮左大臣）の孫である実明（河尻三郎）
- 経緯：建久年間初期、肥後飽田郡河尻荘の地頭として赴任、城を築く。
- 後裔：永禄・天正年間の河尻肥後守重兼。

### 肥前の河尻氏
- 彼杵郡彼杵の地士：東坂本に居住した。
- 大村藩士：河尻志摩（肥後国から来訪し、後に彼杵村へ移住した。）

### 清和源氏頼親流
- 奥州石川氏の一族である。
- 系譜：石川冠者有光 → 四郎家光 → 太郎光盛 → 五郎光廉（河尻と号す）
- 別説：福田三郎頼遠の子である石川次郎季康が称す。

### 藤原南家工藤氏流
- 祖：祐景
- 伊勢三重郡北河尻の地名に由来する。

### 秀郷流藤原姓波多野氏流
- 系譜：波多野義通 → 義経 → 忠経 → 義重 → 宣時（河尻と号す）→ 宣茂 → 宣通と弟の助式（式宣）
- 別説：大左衛門尉宣時の男 太田式信が称す。

### 尾張の河尻氏
- 所在：愛知郡岩崎村である。
- 人物：河尻与四郎（肥後守）、河尻与兵衛秀隆（織田信秀に仕える）
- 家伝：醍醐源氏の流れを汲む（西宮左大臣源高明の後裔 実明から始まる）
- 系譜：肥前守鎮吉 → 直次（弟 鎮行）→ 鎮政 → 鎮宗
- 家紋：左三巴、丸の内水色に揚羽蝶、稲丸。[1]